# Thomas Scrubb
Thomas Ryan Scrubb (* 26. September 1991 in Richmond, British Columbia) ist ein kanadischer Basketballspieler. Er steht bei CB 1939 Canarias unter Vertrag.

## Karriere
Scrubb spielte zunächst für die Mannschaft der Carleton University in Kanada und gewann mit ihr fünfmal die Meisterschaft der Hochschulliga U Sports. In den Spieljahren 2013/14 sowie 2014/15 wurde er als bester Verteidiger der kanadischen Uni-Liga ausgezeichnet. Anschließend spielte er in Finnland für den Erstligisten Kataja Basket Joensuu.
Zur Saison 2016/2017 wechselte er dann zu den Gießen 46ers und bestritt für die Mittelhessen 18 Spiele in der Basketball-Bundesliga (BBL). Dabei kam er auf Mittelwerte von 11,8 Punkten und 5,2 Rebounds je Begegnung. Er verließ Deutschland anschließend Richtung in Italien und spielte dort zwei Jahre lang in der Serie A. 
Im Juli 2019 wurde Scrubb vom französischen Spitzenverein Straßburg IG verpflichtet. Zur Sommersaison 2020 wechselt er in sein Heimatland zu den Ottawa BlackJacks in die CEBL, um dort gemeinsam mit seinem Bruder Philip zu spielen. Zur Saison 2020/21 wurde er von JL Bourg Basket (Frankreich) verpflichtet. Mit seinem Wechsel zum spanischen Erstligisten Obradoiro CAB in der Sommerpause 2021 gelang ihm der Sprung in eine der am stärksten eingeschätzten europäischen Spielklassen. Dort wurde sein Bruder Philip im März 2022 sein Mannschaftskamerad. In drei Spieljahren bei Obradoiro erzielte Thomas Scrubb in 101 Ligaeinsätzen im Durchschnitt 11,8 Punkte je Begegnung.
Er schloss sich im Sommer 2024 dem spanischen Erstligisten CB 1939 Canarias an.

## Sonstiges
Sein jüngerer Bruder Philip Scrubb ist ebenfalls Basketballspieler.